# Дегтярка (Красноуфімський міський округ)
Дегтя́рка (рос. Дегтярка) — селище у складі Красноуфімського міського округу (Натальїнськ) Свердловської області.
Населення — 83 особи (2010, 147 у 2002).
Національний склад станом на 2002 рік: росіяни — 75 %.